# Free (album Davida Garretta)
Free to wydany w 2007 roku album skrzypka Davida Garretta, wydany w Europie przez Decca Records.

## Lista utworów
1. "La Califfa" (Ennio Morricone)
2. "Carmen Fantasie" (Georges Bizet) przy współpracy z Paco Peña, gitara
3. "Nothing Else Matters" (Metallica)
4. "Csardas Gypsy Dance" (Vittorio Monti)
5. "Dueling Strings" (z filmu Deliverance)
6. "Paganini Rhapsody" (na Caprice 24)
7. "Serenade" (David Garrett i Franck van der Heijden)
8. "Flight of the Bumble Bee" (Nikołaj Rimski-Korsakow)
9. "Toccata" (David Garrett i Franck van der Heijden)
10. "Somewhere" (z musicalu Leonard Bernstein West Side Story)
11. "Eliza's Song" (David Garrett i Franck van der Heijden)